# Dragon Ball Z: Fukkatsu no F
Dragon Ball Z: Fukkatsu no F (ドラゴンボールZ　復活の「F」 Doragon Bōru Zetto: Fukkatsu no Efu?, lit. Dragon Ball Z: Resurrección de F) es la decimonovena película de la franquicia Dragon Ball, la decimoquinta de Dragon Ball Z, la segunda bajo la supervisión de Akira Toriyama, producida por Toei Animation y distribuida por Toei Company y 20th Century Fox, siendo la secuela de Dragon Ball Z: La batalla de los dioses. Estrenada el 18 de abril del 2015 en los cines japoneses.

## Argumento
El extraterrestre Sorbet, comandante de los restos del ejército de Freezer, viaja a la Tierra donde la Pandilla de Pilaf se ve obligada a recolectar y usar las Dragon Balls para convocar al dragón Shen Long, que concede deseos, para resucitar a Freezer. Sin embargo, debido a que Freezer fue asesinado cuando Trunks del Futuro lo cortó con su espada la última vez, este revivido en pedazos, pero cuando estaban por pedir el segundo deseo, sugiriendo Sorbet revivir a King Cold en su defecto, rápidamente Shu se les adelanta y desea un millón de Zenis, frustrando los planes de Sorbet por revivir al padre de Freezer, por lo que sin más remedio deciden recoger los pedazos de Freezer y llevarlos hasta una cámara de regeneración de alta tecnológica para finalmente resucitarlo. Una vez restaurado y nuevamente al mando de sus fuerzas, Freezer abusa de algunos de sus secuaces y planea vengarse de los Saiyajin. Al enterarse de que Son Goku se ha vuelto mucho más poderoso con el tiempo, Freezer pospone la invasión para poder entrenarse por primera vez.
Jaco el Patrullero Galáctico viaja a la Tierra para advertir a Bulma que Freezer se acerca y con Son Goku y Vegeta entrenando con Whis en el planeta de Beerus, Son Gohan, Piccolo, Krilin, el Maestro Roshi, Ten Shin Han y Jaco se reúnen para resistir la conquista de Freezer mientras luchan y derrotan a miles de sus soldados. Habiendo aumentado enormemente su poder como resultado de su entrenamiento, Freezer abruma a los guerreros, pero Bulma logra hacer contacto con Whis, notificando a Son Goku y Vegeta del regreso de Freezer. Los Saiyajin regresan a la Tierra, rescatan a sus aliados y se enfrentan a Freezer mientras Whis y Beerus observan. Son Goku pelea contra Freezer primero y rápidamente gana la ventaja, pero este último deduce que se está conteniendo, por lo que los dos enemigos acuerdan luchar con todo su poder. Son Goku se transforma en una nueva forma divina de Super Saiyajin Blue y Freezer asume su nueva forma Golden, que él llama Golden Freezer. Aunque Freezer inicialmente toma la ventaja siendo más rápido, Son Goku le advierte que se vaya mientras tiene esa ventaja, Vegeta pide su turno pues él se da cuenta de que la energía de Freezer se agota debido a su falta de experiencia con la forma Golden. Freezer declara que acabará con Son Goku antes de que su energía se acabe, Son Goku comienza a adaptarse a su velocidad hasta que la energía de Freezer se acaba.
Son Goku finalmente vence a Freezer en la batalla y le da la oportunidad de dejar la Tierra, pero es atacado en el pecho por el arma de rayos de Sorbet cuando baja la guardia. Freezer se para sobre el incapacitado Son Goku y le ofrece a Vegeta la oportunidad de matarlo para convertirse en su segundo al mando. Vegeta se niega, se transforma en un Super Saiyajin Blue y ataca a Freezer. Cuando Krilin intenta curar a Son Goku con una Semilla Senzu, Freezer lo ataca, pero Vegeta desvía la explosión de energía que posteriormente mata a Sorbet. Vegeta domina a Freezer, quien es humillado y procede a lanzar una explosión de energía sorpresa a la Tierra, destruyéndola por completo y matando posteriormente a Vegeta. Son Goku, Beerus y los demás están protegidos por Whis y los dejan flotando en el espacio en un pequeño trozo de tierra donde se lamentan por la pérdida. Son Goku se lamenta de no haber acabado con Freezer cuando tuvo oportunidad, pero Whis comenta que tiene la capacidad de invertir el tiempo hasta tres minutos y después de hacerlo, Son Goku mata rápidamente a Freezer con un poderoso Kamehameha; para indignación de Vegeta.
Posteriormente, Son Goku y Vegeta discuten la afirmación de Whis de que si los dos aprendieran adecuadamente a trabajar juntos, los oponentes como Freezer serían derrotados mucho más fácilmente. Vegeta se burla e indica que preferiría morir y Son Goku acepta con humor. Vegeta comenta que ya era hora de que finalmente se pusieran de acuerdo en algo. En una escena posterior a los créditos, Freezer regresa al infierno y para su consternación, es bienvenido de regreso. Como es Para Siempre.

## Curiosidades
-La historia se le ocurrió a Akira Toriyama tras escuchar la canción "F" de Maximum the Hormone.
-El tono de llamada de Krilin es el tema de entrada de One piece, siendo esta una referencia ya que tanto Krilin como el protagonista Monkey D. Luffy comparten Seiyū (actriz de voz) Mayumi Tanaka.
-Se cree que debido a las críticas se dejó de lado al Super Saiyan Dios (transformación de la película anterior), siendo sustituido por el Super Saiyan Dios Super Saiyan y Golden Freezer.
-Debido a su complejidad, a partir de la saga del Universo 6 tanto en anime como en manga, se descartaría el concepto de Super Saiyan más allá del Dios.

## Reparto
| Personaje         | Actor de voz (Japón) | Doblaje (Hispanoamérica)    | Doblaje (España)    |
| ----------------- | -------------------- | --------------------------- | ------------------- |
| Son Gokū          | Masako Nozawa        | Mario Castañeda             | José Antonio Gavira |
| Vegeta            | Ryō Horikawa         | René García                 | Alberto Hidalgo     |
| Freezer           | Ryūsei Nakao         | Gerardo Reyero              | Ángel Corpa         |
| Son Gohan         | Masako Nozawa        | Luis Alfonso Mendoza (†)    | Alejandro Albaiceta |
| Sorbet            | Shirō Saitō          | Pedro D'Aguillón Jr. (†)    | Jorge Tomé          |
| Tagoma            | Kazuya Nakai         | Ricardo Tejedo              | Pablo Domínguez     |
| Piccolo           | Toshio Furukawa      | Carlos Segundo              | Luis Fernando Ríos  |
| Krillin           | Mayumi Tanaka        | Eduardo Garza               | Ángeles Neira       |
| Ten Shin Han      | Hikaru Midorikawa    | Ismael Larumbe              | Daniel Palacios     |
| Jaco              | Natsuki Hanae        | Bruno Coronel               | David Arnaiz        |
| Shisami           | Tetsu Inada          | Miguel Ángel Ghigliazza (†) | Daniel Palacios     |
| Kame Sennin       | Masaharu Satō        | Miguel Ángel Sanromán       | Mariano Peña        |
| Beerus            | Kōichi Yamadera      | José Luis Orozco            | Manolo Solo         |
| Whis              | Masakazu Morita      | Arturo Castañeda            | Paco Cardona        |
| Número 18         | Miki Itō             | Cristina Camargo            | Ana Fernández       |
| Bulma             | Hiromi Tsuru (†)     | Rocío Garcel                | Nonia de la Gala    |
| Videl             | Yuko Minaguchi       | Carola Vázquez              | Mercedes Hoyos      |
| Pilaf             | Shigeru Chiba        | Yamil Atala                 | María José Roquero  |
| Mai               | Eiko Yamada          | Susana Moreno               | Ana Soto            |
| Shu               | Tesshō Genda         | Miguel Ángel Leal           | Mercedes Hoyos      |
| Pez Oráculo       | Shoko Nakagawa       | Alondra Hidalgo             | Ana Soto            |
| Trunks del Futuro | Takeshi Kusao        | Sergio Bonilla              | Luis Fernando Ríos  |
| Shen Long         | Ryūzaburō Ōtomo      | Abel Rocha (†)              | Jorge Tomé          |
| Narrador          | Jōji Yanami          | José Lavat (†)              | Jorge Tomé          |

Créditos técnicos (México)
- Estudio de Doblaje: LaboPrime Dubbing Producers, México, D. F.
- Director de Doblaje: Eduardo Garza
- Traductor: Brenda Nava
- Adaptación al castellano: Brenda Nava y Eduardo Garza
- Estudio de mezcla: Deluxe
- Ingenieros de grabación: Alejandro Castañón y Víctor Romero
- Supervisor de mezcla: Roberto Granados
- Editor de diálogos: Alejandro Castañón
- Productores: Vanessa Arvizu G., Óscar Emeterio González y Valeria Castañeda
- Dirección ejecutiva: Eduardo Giaccardi
- Mánager de producción: Vanessa Garcel
- Producción de Doblaje: 20th Century Fox

Créditos técnicos (España)
- Estudio de Doblaje: Factoría de Ruidos, Sevilla
- Director de Doblaje: Mercedes Hoyos
- Traductor: Paco Galindo
- Adaptación al castellano: Mercedes Hoyos
- Grabación y mezcla de Diálogos: Guillermo Ramos
- Producción de Doblaje: Selecta Visión

## Antecedentes
Después del éxito de Dragon Ball Z: La batalla de los dioses, Akira Toriyama había dicho que la historia de Dragon Ball no acabaría todavía. Tras mucho tiempo de espera, Toriyama sorprendió a todos afirmando que haría una nueva película en vez de otra saga, y, entre los pocos detalles que se dieron a conocer, se sabe que el autor participará nuevamente en los sucesos de la historia. Debido a la crítica por el humor y las escenas infantiles de su anterior producción, Toriyama decidió que los eventos de esta película se volverán más serios e interesantes, e incluso Kazuhiko Torishima, el primer editor del manga, aplaudió a Toriyama por su trabajo, algo muy raro de él. Posteriormente, se anunció que Tadayoshi Yamamuro será el director de la película, y al siguiente día, el programa Mezamashi TV de Japón ha mostrado nuevas imágenes junto a un corto tráiler de la película.

## Desarrollo y producción
La película fue anunciada originalmente en julio de 2014 bajo el título tentativo de Dragon Ball Z 2015 en la edición de septiembre de 2014 de la revista Jump V. La imagen de Son Goku transformado en Super Saiyajin utilizando la técnica Shunkanido confirmó en los créditos a Toriyama para los diseños de concepto, guion, personajes originales y su mención de que la película iba a ser una continuación de su manga original. El autor declaró que la película también será una secuela de La batalla de los Dioses, que estrictamente escudriñó todo el diálogo, y prometió más escenas de acción. Un volante de la misma imagen, con una parte trasera que muestra Shenlong, se entregó en el evento Jump Carnival Victory el 19 de julio reveló que el supervisor de animación de la serie Dragon Ball Z Tadayoshi Yamamuro está dirigiendo la nueva película. Más tarde ese mes, un breve teaser tráiler fue lanzado de alguien pidiendo a Shenlong traer a alguien de nuevo a la vida con el texto llamando a este "el peor deseo de la historia ". (史上 最 悪 の 願 い.), Seguido de Goku transformándose en Super Saiyajin.
En noviembre de 2014, se anunció el título de la película como Dragon Ball Z: Fukkatsu no F y el esquema básico parcela se dieron a conocer en la edición de enero de 2015 de la V Jump. Una imagen promocional lanzada para la película muestra a Freezer, Goku, Vegeta, Piccolo, Gohan, Krilin, así como el dios de la destrucción Beerus y Whis de la anterior película de la batalla de los Dioses. También se incluyen en la imagen los dos nuevos personajes que son siervos de Freezer: Sorbet y Tagoma. La revista también reveló que a Toriyama se le ocurrió el título mientras escuchaba la canción ["F"] de la banda Maximum the Hormone, canción que era un tributo al mismo personaje, Freezer.
El 5 de diciembre de 2014, el primer tráiler completo de la película se emitió en el programa matutino de Fuji TV Mezamashi TV. Al día siguiente, un tráiler ligeramente diferente y un mensaje de audio especial de Freezer (Ryusei Nakao) de la página web oficial de la película,, así como algunos de los actores y el equipo. Las personas que soliciten entradas anticipadas reciben una correa de toma de auriculares de cualquiera de Goku o Freezer diseñado por Toriyama.
A principios de 2015, el artista Toyotaro junto con Toriyama hicieron un manga promocional de 3 capítulos, adaptando hasta la pelea de Goku contra Freezer en estado base, los cuales fueron publicados en la revista V-Jump. Además, durante el estreno de la película en Japón, los espectadores recibieron un tomo especial el cual contiene algunos storyboards, partes del guion, fichas de los personajes, y declaraciones de Toriyama acerca de la película.

## Recepción

### Taquilla
La película comenzó con muy buenos números en la taquilla de Japón recaudando 960,586,349 de Yenes (US$ 8,052,867) en su primer fin de semana.
En su tercera semana logró recaudar 3100 millones de yenes (26 millones de dólares) superando la taquilla de la película anterior que fue de 24 millones dólares. La película recaudó 3,74 billones de yenes.

### Reacción crítica
Dragon Ball Z: Fukkatsu no F recibió críticas positivas por parte de la crítica y por parte de la audiencia y los fanes. En el sitio web Rotten Tomatoes la película tiene una aprobación de 83%, basada en 18 reseñas, con una calificación promedio de 6.3/10, mientras que de parte de la audiencia tiene una aprobación de 84%, basada en más de 5000 votos, con una puntuación de 4.2/5.
En el sitio web IMDb tiene una calificación de 7.2 basada en 22 650 votos. En la página Anime News Network posee una puntuación aproximada de 7.1 (buena), basada en 169 votos, mientras que en MyAnimeList tiene una calificación de 7.0, basada en más de 111 162 votos.

## Adaptación de la película en Dragon Ball Super
Durante el anime de Dragon Ball Super (que se estrenó apenas unos meses después de esta película), se adaptaron los hechos de esta película desde el capítulo 15 al 27, los cuales contenían además los acontecimientos previos a la trama y bastantes escenas y sucesos cambiados.